# Astroscopus zephyreus
Astroscopus zephyreus е вид бодлоперка от семейство Uranoscopidae. Видът не е застрашен от изчезване.

## Разпространение и местообитание
Разпространен е в Гватемала, Еквадор, Колумбия, Коста Рика, Мексико, Никарагуа, Панама, Перу, Салвадор, САЩ, Хондурас и Чили.
Среща се на дълбочина от 2 до 15 m, при температура на водата от 19,8 до 22,6 °C и соленост 34,2 – 34,4 ‰.

## Описание
На дължина достигат до 37,5 cm.